# 9560 Anguita
A 9560 Anguita (ideiglenes jelöléssel 1987 EQ) a Naprendszer kisbolygóövében található aszteroida. Edward L. G. Bowell fedezte fel 1987. március 3-án.